# Tuğçe Hocaoğlu
Tuğçe Hocaoğlu est une ancienne joueuse de volley-ball turque née le 1er juillet 1988 à Bursa. Elle mesure 1,81 m et jouait au poste de passeuse. Sa sœur Ece Hocaoğlu est également joueuse de volley-ball. Elle est mariée au volleyeur turc Serhat Coşkun.

## Clubs
| Club                   | De        | À         |
| ---------------------- | --------- | --------- |
| Anadolu Üniversitesi   | 2005-2006 | 2006-2007 |
| Nilüfer Belediye       | 2007-2008 | 2007-2008 |
| İller Bankası Ankara   | 2008-2009 | 2008-2009 |
| Ereğli Belediye        | 2009-2010 | 2009-2010 |
| MKE Ankaragücü         | 2010-2011 | 2010-2011 |
| Yeşilyurt İstanbul     | 2011-2012 | 2011-2012 |
| Vakıfbank İstanbul     | 2012-2013 | 2012-2013 |
| Yeşilyurt İstanbul     | 2013-2014 | 2013-2014 |
| İdmanocağı Spor Kulübü | 2014-2015 | 2014-2015 |
| Halkbank Ankara        | 2015-2016 | 2015-2016 |

## Palmarès
- Coupe de Turquie
  - Vainqueur : 2013.
- Ligue des champions
  - Vainqueur : 2013.
- Championnat de Turquie
  - Vainqueur : 2013.